# Технік Великого Києва
«Технік Великого Києва» (рос. «Охота на дикие грузовики» або «Техник Большого Киева») — роман Володимира Васильєва у жанрі технофентезі, вперше опублікований в 1998 році.

## Світ твору
У світі твору різноманітні фентезійні раси, як-от гноми, орки, ельфи тощо, користуються високорозвиненими технологіями рівня кінця XX століття, проте машини та вся інфраструктура існують окремо й відтворюються самостійно. Звідки береться електрика в мережах, паливо для транспорту і продукти в магазинах — населенню невідомо, всі розумні живі істоти сприймають те як даність. Майже вся поверхня Землі вкрита містами. Дія розгортається у Великому Києві, який займає практично всю територію України (Львів, Миколаїв, Харків, Донецьк — його райони). Держав давно не існує, навіть їхні назви заступили імена найбільших міст; помітно зрушились і кордони; остання війна сталась за п'ятсот років на початку подій книжки. Живі істоти ловлять і приручають техніку. Фахівці з приборкання машин звуться «техніками». Люди, здатні самостійно будувати механізми та повністю їх контролювати, живуть у єдиному місці у всьому світі — на острові Крим.

## Сюжет
Молодий технік Пард Замаріппа приїздить із Миколаєва до центру Великого Києва. Його мета — звернути на себе увагу головного Техніка Великого Києва, про особистість якого і про місце перебування його нічого достеменно невідомо. Друг Парда гоблін Гонзо володіє великою таємницею цього світу: на острові Крим техніку не приборкують, а будують. Проте в присутності штучних машин живі механізми миттєво вмирають. Пард долучається до команди мисливця на дикі вантажівки — вірга на прізвисько Вольво. Зарекомендувавши себе, Прад разом із компанією товаришів вирушає поїздом до Миколаєва, щоб спробувати досягти Криму. На поїзд, у якому їде команда, нападають: Вольво заявляє, що то сама техніка повстала проти живих істот. Під час мандрівки Пард закохується в дівчину Інсі, яка вважається секретаркою Вольво, але якимось чином пов'язана з Техніком Великого Києва. Переживши безліч пригод, команда потрапляє на борт неприрученого броненосця, який блукає Чорним морем. Команда дістається Криму, захопивши катер «Аксьонов». Зрештою з'ясовується, що Інсі і є Технік. Вона вважає, що світ застиг у своєму розвитку і приречений на загибель. Попри молоду зовнішність, віком Інсі не поступається гномам, оскільки є представницею нового виду людей — довголітніх лонгерів. Позаяк вона завагітніла (змогла завагітніти) від Парда, він також належить до цього виду. На додаток Інсі обрала його єдиним кандидатом на роль нового Техніка. У фіналі герої сідають у штучний бойовий гелікоптер і летять до центру Великого Києва, споглядаючи, як під ними гаснуть вогні, які символізують бездушну систему, незалежної від людини техніки.
Події наступних оповідань циклу розгортаються через багато років опісля того, як технічна революція («Кримський переділ») з якоїсь причини провалилася, а живі машини знову поширилися по всьому Великому Києву.

## Ремінісценції в романі
У романі є елементи альтернативної географії, зокрема прямі посилання на роман «Острів Крим» Василя Аксьонова. У світі Великого Києва Крим відсунутий на 60 миль на південь від чорноморського узбережжя України.

## Українське видання
- Васильєв, Володимир. Технік Великого Києва : Роман / Відповідальна за випуск Н. Кудринецька. — К. : Джерела М, 2005. — 512 с. — (Алфізика). — 2000 екз. — ISBN 966-365-004-4.